# 고종회
고종회(高從誨, 891년 ~ 948년 12월 1일(음력 10월 28일))은 오대십국시대의 형남의 제2대 군주(재위：929년 ~ 948년)이다. 시호는 문헌왕(文献王). 자는 준성(遵聖).

## 생애
926년 고계흥이 죽자 장남 고종회(高從誨)가 뒤를 계승하여 형남절도사가 되었다. 고종회는 다시 후당을 섬겼고, 934년에 남평왕이 되었다. 그뒤에 주변의 오, 민, 남한, 후촉 등 모든 나라에 대해 신하를 자청하여 평화를 유지하려고 부심했다.
형남이 차지했던 형주(荊州)는 중국에서도 말 그대로 중요한 전략적 요충지였다. 고종회는 위에서 말한 것처럼 교묘한 정략으로 각국의 세력 완충지대로써 이땅의 중요성을 여러나라에 인식시켜 약소국인 것을 역이용하여 평화를 이루어내고, 거대한 교역 중계지점으로 형남을 번영시켰다.
고종회는 948년에 죽고, 고종회의 3남 고보융(高保融)이 뒤를 이었다.
| 전임 아버지 초무신왕 고계흥 | 제2대 형남의 군주 929년 ~ 948년 | 후임 삼남 남평정의왕 고보융 |

| 전임 (불명) | 충의군 절도사 926년 ~ 929년 | 후임 (불명) |

| 전임 고계흥 | 형남절도사 929년 ~ 948년 | 후임 고보융 |